# ۳٬۵-دی‌هیدروکسی‌بنزوئیک اسید
۳،۵-دی‌هیدروکسی‌بنزوئیک اسید (به انگلیسی: 3,5-Dihydroxybenzoic acid) با فرمول شیمیایی C۷H۶O۴ یک ترکیب شیمیایی با شناسه پاب‌کم ۷۴۲۴ است. که جرم مولی آن ۱۵۴٫۱۲ g/mol می‌باشد. 